# Weißfertig
Mit dem Attribut weißfertig werden in der Büchsenmacherei Gegenstände (in der Regel Büchsen oder Läufe) bezeichnet, bei denen alle materialverändernden oder -schwächenden Arbeiten, ausgenommen übliche Gravurarbeiten, abgeschlossen sind, die jedoch noch keiner Oberflächenbehandlung (z. B. Brünierung) unterzogen wurden, somit noch „weiß“ sind. Eine Gebrauchsprüfung nach dem Beschussgesetz darf nur mit mindestens weißfertigen Prüfgegenständen durchgeführt werden.
Die deutsche Verordnung über das Berufsbild und über die Prüfungsanforderungen im praktischen und im fachtheoretischen Teil der Meisterprüfung für das Büchsenmacher-Handwerk (BüchsMstrV) sieht als mögliche Meisterprüfungsarbeit unter anderem die Herstellung einer weißfertigen Selbstspanner-Kipplaufwaffe, Scheibenbüchse oder Bockdoppelflinte (je mit weiteren Anforderungen) vor.